# Juan Darthés
Juan Rafael Pacífico, plus connu sous le nom de Juan Darthés, né le 28 octobre 1964 à São Paulo au Brésil, est un acteur et chanteur brésiliano-argentin.

## Biographie
Né au Brésil, a déménagé à Temperley, un barrio (quartier) de Buenos Aires, en Argentine à l'âge de trois ans. Il est marié à une avocate María del Carmen Leone depuis 1994 et de leur union sont nés Tomás (1996) et Gian Franco (2000). Il vit actuellement à Palerme, l'un des quartiers de la capitale, Buenos Aires. Il est diplômé de l'École nationale d'art dramatique. C'est un acteur célèbre en Amérique du Sud.

### Carrière musicale
Juan Darthés en plus d'être acteur est également un chanteur. Il a étudié le chant avec des maîtres comme Susana Naidich. Les chansons qu'il a écrites ont  un incomparable cachet romantique avec des ouvertures à différents genres musicaux, tels que la milonga. Souvent, dans ses concerts, mais surtout dans l'enregistrement de son album il est accompagné de Damian Bolotin (violon), Facundo Guevara (percussions) et Juan Cruz de Urquiza (trompette et trombone), qui forment avec lui un véritable groupe. Dans son dernier album, ASI, Darthès exécute des versions de certains classiques de la musique sud-américaine; la plus connue est Vuelvo al sur, de Astor Piazzolla, célèbre interprète du tango nuevo.

### Accusation de viol
Le 11 décembre 2018, la comédienne argentine Thelma Fardín accuse Juan Darthès de l'avoir violée en 2009, alors qu'elle avait 16 ans et lui 45, dans une chambre d'hôtel au Nicaragua, lors de la tournée promotionnelle de la série télévisée De tout mon cœur (Patito Feo). Dans le sillage du mouvement #MeToo, ce témoignage a généré une vague de témoignages de femmes abusées en Argentine, sous le hashtag #MiraComoNosPonemos (« Regarde dans quel état tu nous mets »), en lien avec un détail de l'agression de Thelma Fardín révélé par elle-même. Les faits étant prescrits en Argentine, l'actrice a déposé plainte auprès de la justice nicaraguayenne, Juan Darthés précisant par la suite qu'il répondrait à la convocation de celle-ci, tout en contestant la version de son accusatrice. Il affirme en effet que c'est elle qui a frappé à la porte de sa chambre d'hôtel, en lui faisant des avances.

## Filmographie
- 1985 : Sólo un hombre
- 1988 : Pasiones FT Andres Brito
- 1990-1991 : Una voz en el teléfono
- 1992 : La Elejida
- 1993 : Marco, el candidato
- 1994-1995 : Alta Comedia
- 1995 : Por siempre mujercitas
- 1997 : Los Herederos del poder
- 1998 : Te Quiero, te Quiero
- 1998 : Gasoleros
- 1999 : Mamitas
- 2000 : Primicias
- 2000 : Ilusiones compartidas
- 2002 : 099 Central
- 2003 : Soy Gitano
- 2004 : Culpable de este amor
- 2004 : La Niñera
- 2005 : Botines
- 2005-2006 : Se dice amor
- 2007-2008 : De tout mon cœur : Leandro (Alexandre)
- 2012-2013 : Dulce amor : Julián Giménez
- 2013 : Lola, aprendiz de musa

## Discographie
- 1998 : Soledades
- 2000 : A unos ojos
- 2003 : Así